# Яков Месемврийски
Яков Месемврийски е висш български православен духовник, месемврийски епископ от 1998 година.

## Биография
Роден е на 25 август 1956 година в село Копривлен, Гоцеделчевско, със светското име Илия Великов Тасев. Завършва Духовната академия и е ръкоположен за презвитер в София на 1 април 1984 година. След като се развежда е преместен на енорийска служба в Самоков. По време на разкола в БПЦ става разколник от така наречения Алтернативен синод, постриган е за монах и на 14 август 1997 година е възведен в архимандритско достойнство. На 19 октомври 1997 г. е ръкоположен за епископ от разколническия синод. Служи в завзетата от разколниците митрополитска църква в Самоков „Успение Богородично“.
Покайва се пред Всеправославния събор в София и на 1 октомври 1998 година е приет по крайно снизхождение в единството на Българската православна църква с титлата месемврийски епископ. Няколко месеца престоява на послушание в Троянския манастир. След това Яков Месемврийски е назначен за викарий на доростолския и червенски митрополит. След разделянето на епархията е викарий на русенския митрополит. След избора на русенския митрополит Неофит за български патриарх заминава за Бачковския манастир.